# Min granne Totoro

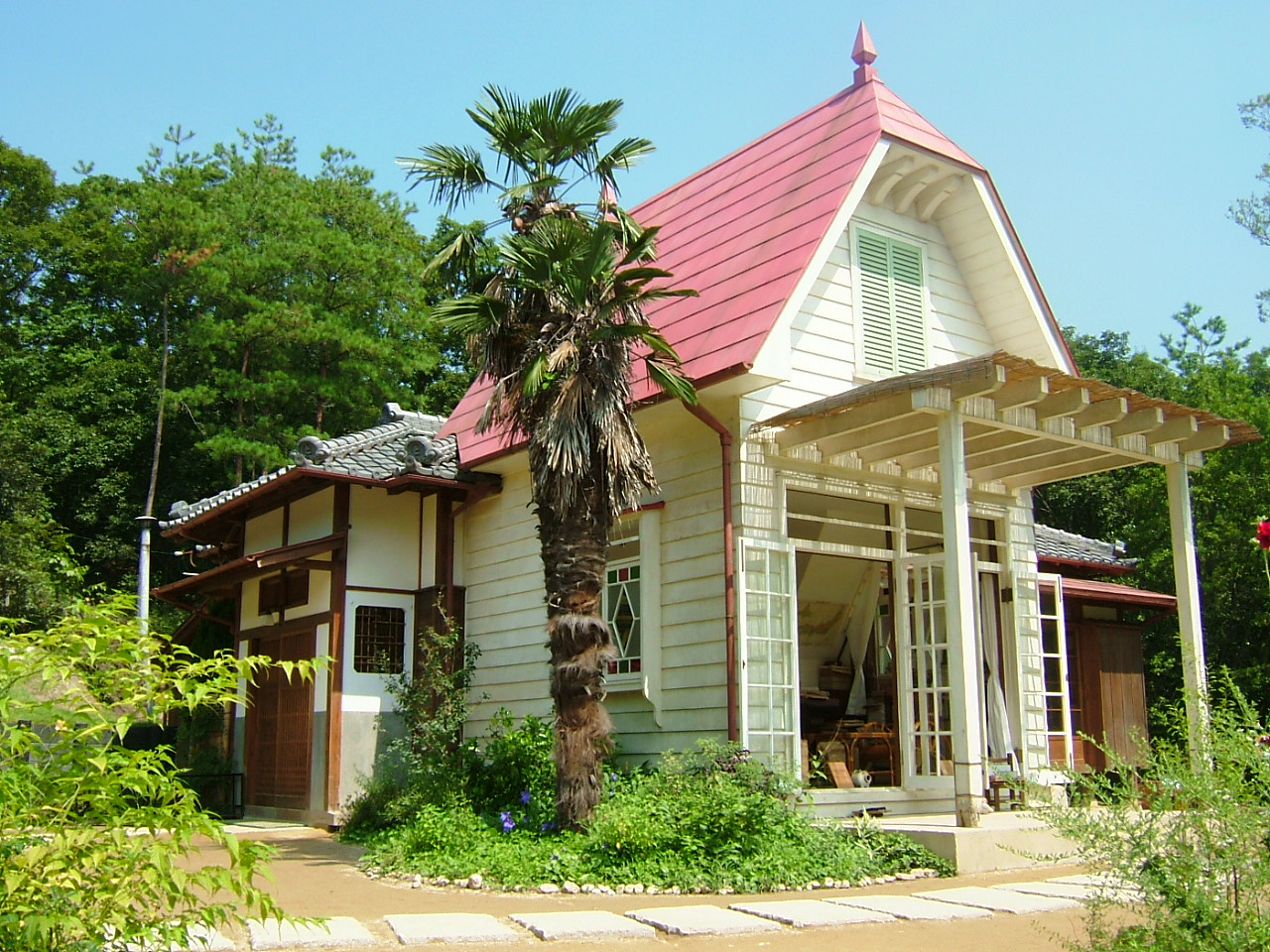
Familjen Kusakabes hus, uppbyggd som del av Expo 2005 i Japan.

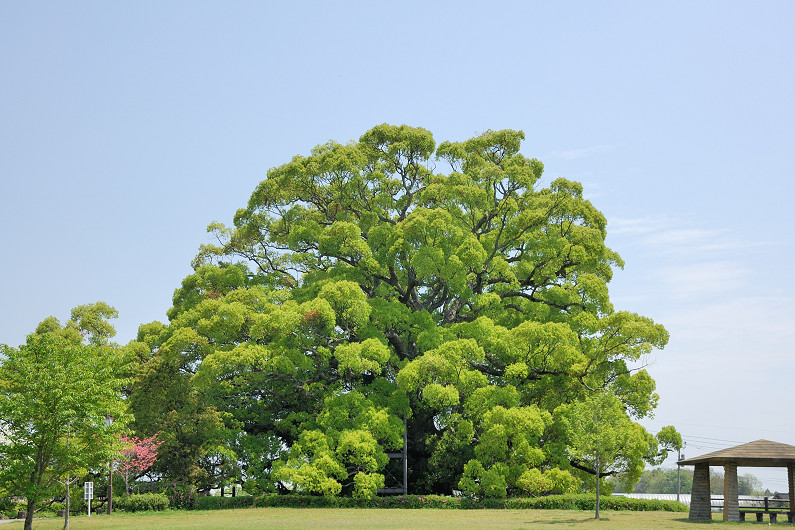
Bakom familjens hus står i filmen ett jättelikt kamferträd, i vidd ungefär som trädet på bilden.

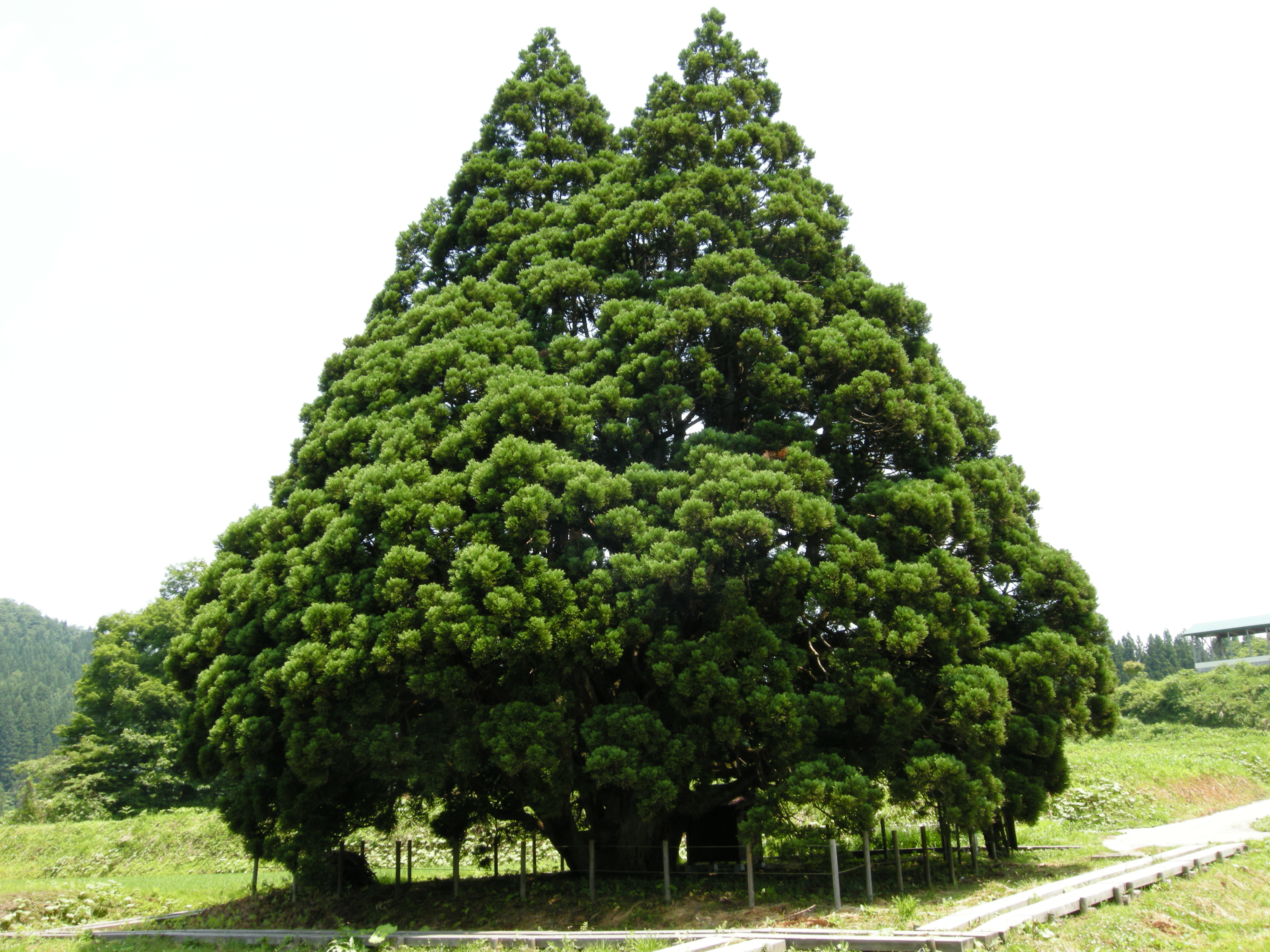
"Totoros träd", ett träd med omisskännlig profil i Yamagata i norra Japan.

Min granne Totoro, även Magiska äventyr med Totoro, (japanska: となりのトトロ Tonari no Totoro?) är en japansk animerad långfilm från 1988 regisserad av Hayao Miyazaki och producerad av Studio Ghibli. I handlingens centrum står en familj bestående av en far och två döttrar som på 1950-talet flyttar in i ett gammalt hus ute på landet med avsikt att komma närmare barnens mor som är inlagd på sjukhus. Filmen är en av Studio Ghiblis och Miyazakis mest kända produktioner. Den stora och lurviga titelfiguren har också blivit föremål för en mängd kringprodukter – inte minst som gosedjur.
Filmen hade svensk premiär på video 1988 och visades på TV 1995 och 2000 (TV1000/TV1000 Cinema). 2007 släpptes filmen på nytt, både på bio och DVD samt på Kanal 1 och Barnkanalen. Filmen släpptes sedan återigen på DVD 2020.

## Handling
Handlingen utspelar sig en sommar under 1950-talet på den japanska landsbygden nordväst om Tokyo. Familjen Kusakabe flyttar in i ett gammalt hus vid skogen för att bo närmre flickornas mamma, som ligger på sjukhus för att återhämta sig från tbc. Döttrarna tycker att det är både skrämmande och fascinerande när huset visar sig vara fullt av små svarta underliga väsen, vilka kallas sotspridare. 
Den yngre dottern, Mei, hittar en hemlig gång in till en magisk skog där hon stöter på en väldig skogsande. Hon kallar den för Totoro. Trots att pappan inte har sett anden, drar han ändå slutsatsen att Totoro troligen är skogens väktare och tillägger att bara de som har ett rent hjärta kan se anden ta form. De båda systrarna möter senare Totoro tillsammans en regnig kväll när de väntar på sin pappa vid en busshållplats. När flickorna då lånar ut sin pappas paraply till Totoro vinner de hans förtroende. När Mei senare går vilse hjälper Totoro henne genom att tillkalla "Kattbussen"; en magisk katt som även är en buss.

## Rollista

### Familjen Kusakabe
- Satsuki (草壁サツキ, Kusakabe Satsuki) ♀

– Noriko Hidaka (japansk röst), Vendela Duclos (originaldubbning från 1995) Julianna Werner Wretman (svensk röst 2007) Dakota Fanning (engelsk röst)
Satsuki är en elvaårig flicka och storasyster till Mei. Satsuki är det traditionella japanska namnet på månaden maj, som i modern tid främst benämns gogatsu. Satsuki har kortklippt mörkt hår och hon bär orange hängselkjol, gul skjorta och blå skor.
- Mei (草壁メイ, Kusakabe Mei) ♀

– Chika Sakamoto, Jasmine Heikura (originaldubbning från 1995) Mimmi Benckert (svensk röst 2007), Elle Fanning (engelsk röst)
Satsukis fyraåriga lillasyster. Mei har brunt hår som är uppsatt i två tofsar. Hon är klädd i en rosa klänning och vit blus, samt har en gul väska och sommarhatt. Hennes namn utgör en parallell till systerns namn eftersom det uttalas som engelskans ord för månaden maj, May. Ursprungligen var det en enskild flicka i huvudrollen, men hon skrevs sedermera om till två karaktärer, Mei och Satsuki. Omslagsbilden till dvd-utgåvan med bara en flicka stående bredvid Totoro på busshållplatsen är en rest av originalmanuskriptet. 
- Tatsuo (草壁達夫, Kusakabe Tatsuo) ♂

– Shigesato Itoi, Staffan Hallerstam, Jonas Bergström, Tim Daly (engelsk röst)
Satsukis och Meis pappa som arbetar på antropologi- och arkeologiavdelningen vid Tokyos universitet.
- Yasuko (草壁靖子, Kusakabe Yasuko) ♀

– Sumi Shimamoto, Annelie Berg, Lizette Pålsson, Lea Salonga (engelsk röst)
Satsuki och Meis mamma. Hon lider av en sjukdom vars namn aldrig nämns i filmen. Regissören Miyazaki har dock i efterhand bekräftat att det är tbc (vilket även hans mamma led av) och Yasuko ligger på Shichikokuyamasjukhuset, där man har ett känt tuberkulosprogram.

### Övriga roller
- Kanta Ōgaki (大垣寛太, Ōgaki Kanta) ♂

– Toshiyuki Amagasa, Martin Carlberg, Joel Nyström
En pojke i knappa tonåren som bor i närheten av familjen Kusakabes nya hus. Han uppträder väldigt kluvet mot Satsuki. Denna rollfigur är förtjust i tecknat och flygplan och har på så vis tydliga drag av Miyazaki själv.
- Kantas mamma ♀

– Yūko Maruyama, Annica Smedius, Vivian Cardinal
- Kantas pappa (Kanta no otōsan) ♂

– Masashi Hirose, Niclas Wahlgren
- Gammelmor (お祖母ちゃん, Obāchan, Kanta no obāsan) ♀

– Tanie Kitabayashi, Irene Lindh, Vicki Benckert
Kantas mormor som då och då tar hand om flickorna.
- Michiko ♀

Satsukis klasskamrat.
– Chie Kojiro, Annelie Berg, Matilda Smedius
- Satsukis lärare (Sensei) ♀

– Machiko Washio, Annica Smedius

- Totoro (トトロ)

– Hitoshi Takagi, Frank Welker (engelska)
En gråvit vänlig skogsande som är över tre meter lång och liknar en stor, tjock kanin. Totoro är ett resultat av Meis misslyckade försök att uttala torōru, ett japaniserat lånord för troll. Det finns två mindre likartade figurer i filmen, som även de kallas totoro. (Den store, gråe Totoro kallas "Ō-Totoro" eller "Miminzuku", mellantrollet "Chū-Totoro" eller "Zuku" och den minsta "Chibi-Totoro" eller bara "Mini". Alla namnen används inte i filmen, men nämns i extramaterialet.
- Kattbussen (猫バス, Nekobasu)

En enorm orange-brun katt som även är en buss. Baserad på japansk folktro att om en katt blir tillräckligt gammal, så får den magiska krafter att skifta hamn och kallas för en bakeneko. Referenser till bakeneko finns i ett flertal av Studio Ghiblis filmer.
Källor: (japanska röster), (svenska röster)

## Premiär och distribution

### Japan
Filmen hade japansk biopremiär 16 april 1988 och släpptes ihop med Eldflugornas Grav, också av Studio Ghibli, som en double bill då Hayao Miyazaki hade svårt att få ihop finansiering (då han ännu inte var ett etablerat namn inom industrin) och producenterna kände att publiken behövde lättas upp efter den väldigt nedstämda film som Eldflugornas Grav är.

### Min granne Totoro i Sverige
Filmen visades första gången i svensk TV under sommaren 1988 med japanskt tal med undertext och senare med svenskt tal på TV-kanalerna TV1000 och TV1000 Cinema under 1995 (första visning 9 juli 1995 på TV 1000) och 1996, då med titeln Magiska äventyr med Totoro. Våren 2007 biolanserades den av SF. Senare under året släpptes den på DVD, med svensk text och ny svensk dubbning. Distributör och producent i Sverige var Triangelfilm.

## Svensk premiär
- Hösten 1988 Köpvideopremiär
- 30 mars 2007 Biopremiär i Sverige
- 24 oktober 2007 Premiär på DVD
- 27 oktober 2018 Nypremiär av TriArt

## Kortfilm
Mei to konekobasu (めいとこねこバス, 'Mei och Kattungebussen') är en 20 minuters kortfilm baserad på långfilmen. Mei springer utanför huset, och tar en japansk kaka. Plötsligt kommer en enorm orkan, vilket gör henne snurrig. Den här filmen från 2002 har bara visats i Studio Ghibli-museet.